# Язвинки (Винницкая область)
Язвинки́ (укр. Язвинки) — село на Украине, находится в Немировском районе Винницкой области.
Код КОАТУУ — 0523089401. Население по переписи 2001 года составляет 319 человек. Почтовый индекс — 22826. Телефонный код — 4331.
Занимает площадь 2,05 км².

## Адрес местного совета
22886, Винницкая область, Немировский р-н, с. Язвинки